# Shout It Out (chanson de BoA)
Pour les articles homonymes, voir Shout It Out.
Singles de BoA
Message / Call My Name
(2013) Masayume Chasing
(2014)
Shout It Out est le 36e single de BoA sorti sous le label Avex Trax le 5 mars 2014 au Japon. Il atteint la 12e place du classement de l'Oricon et reste classé 3 semaines pour un total de 7 515 exemplaires vendus. Les chansons Shout It Out et Close to me se trouvent sur l'album Who's Back?.

## Liste des titres
| 1. | Shout It Out                |  |
| 2. | Close to me                 |  |
| 3. | Shout It Out (Instrumental) |  |
| 4. | Close to me (Instrumental)  |  |

| 1. | Shout It Out (Music Video -Original Ver.-) (Shout It Out(Music Video‐オリジナルVer‐)) |  |

| 1. | Shout It Out (Music Clip ~Dance Ver.~) |  |
| 2. | Shout It Out (Making Video)            |  |